# Trzebnica
Trzebnica (niem. Trebnitz, cz. Třebnice) – miasto w województwie dolnośląskim, w powiecie trzebnickim, siedziba gminy miejsko-wiejskiej Trzebnica i władz powiatowych. Położone we wschodniej części Wzgórz Trzebnickich, obecnie jest jednym z miast aglomeracji wrocławskiej.
W Trzebnicy znajduje się jedno z miejsc pochówku władców Polski – bazylika św. Jadwigi.

## Położenie
Według danych z 1 stycznia 2023 r. powierzchnia miasta wynosiła 10,61 km² (541. miejsce w kraju).
Historycznie leży na Dolnym Śląsku. W latach 1975–1998 miasto administracyjnie należało do woj. wrocławskiego.

## Toponimia

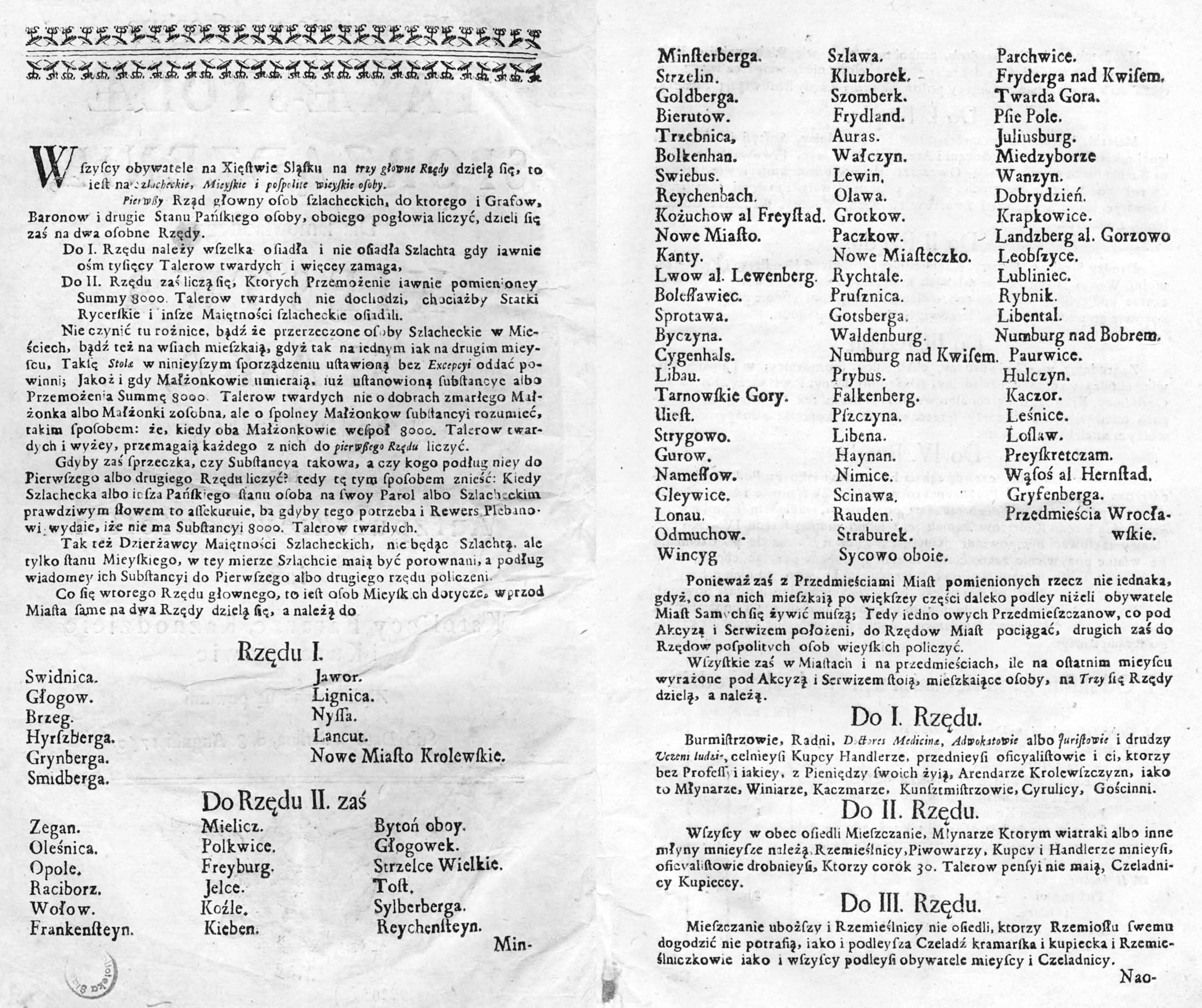
Nazwa Trzebnicy wśród innych nazw śląskich miejscowości w urzędowym pruskim dokumencie z 1750 roku wydanym w języku polskim w Berlinie.

Nazwa miejscowości pochodzi od prasłowiańskiego czasownika terbiti „karczować (las), trzebić” z dodanym przyrostkiem – nica. Pierwotnie oznaczała osadę powstałą na miejscu wykarczowanego lasu. Istnieje również drugie wyjaśnienie wywodzące nazwę od słowa „trzeba”, czyli prasłowiańskiego określenia na składanie ofiary dla przodków tzw. „trzeby” w umiejscowionej w osadzie pogańskiej świątyni.
Historycy wiążą osadę ze śląskim plemieniem Trzebowian. Heinrich Adamy w swoim dziele o nazwach miejscowości na Śląsku wydanym w 1888 roku we Wrocławiu jako najstarszą nazwę wymienia „Trebnicha” podając jej znaczenie „Rodeplatz”. Rodeplatz może oznaczać miejsce ''wykarczowane'' od niemieckiego słowa roden – kopać, wykopywać.
W dokumencie łacińskim z roku 1149 miejscowość wymieniona jest w zlatynizowanej formie Trebnicha, w 1202 Trebnyc, w 1209 Trebnich, w 1250 „Trebnic villa forensi”, w XIV wieku Trebenicz.
W spisanym ok. 1300 roku średniowiecznym łacińskim utworze opisującym żywot świętej Jadwigi Vita Sanctae Hedwigis miasto, z którym święta jest związana, wielokrotnie wymieniane jest w formach Trebnica, oraz „Trebnicz”. Nazwa miejscowości w zlatynizowanej formie Trebenicz wymieniona jest w łacińskim dokumencie z 1312 roku wydanym w Głogowie.
W roku 1613 śląski regionalista i historyk Mikołaj Henel wymienił miejscowość w swoim łacińskim dziele o geografii Śląska pt. Silesiographia, podając dwie nazwy: zlatynizowaną Trebnicia oraz zgermanizowaną Trebnitz.
Jeszcze w 1750 roku w zarządzeniu wydanym dla mieszkańców Śląska przez Fryderyka II miejscowość wymieniona jest pośród innych miast śląskich pod polską nazwą Trzebnica. Niemiecka nazwa Trebnitz stała się urzędową nazwą miasta dopiero w XVII – XVIII wieku, po ostatecznym podboju Śląska przez Prusy w roku 1763 w wyniku trzech wojen śląskich z Austrią. Nazwę Trzebnica w książce „Krótki rys jeografii Szląska dla nauki początkowej” wydanej w Głogówku w 1847 wymienił śląski pisarz Józef Lompa. Słownik geograficzny Królestwa Polskiego podaje dwie nazwy miejscowości: polską nazwę Trzebnica oraz zgermanizowaną Trebnitz.
Obecna nazwa została administracyjnie zatwierdzona 7 maja 1946.

## Historia

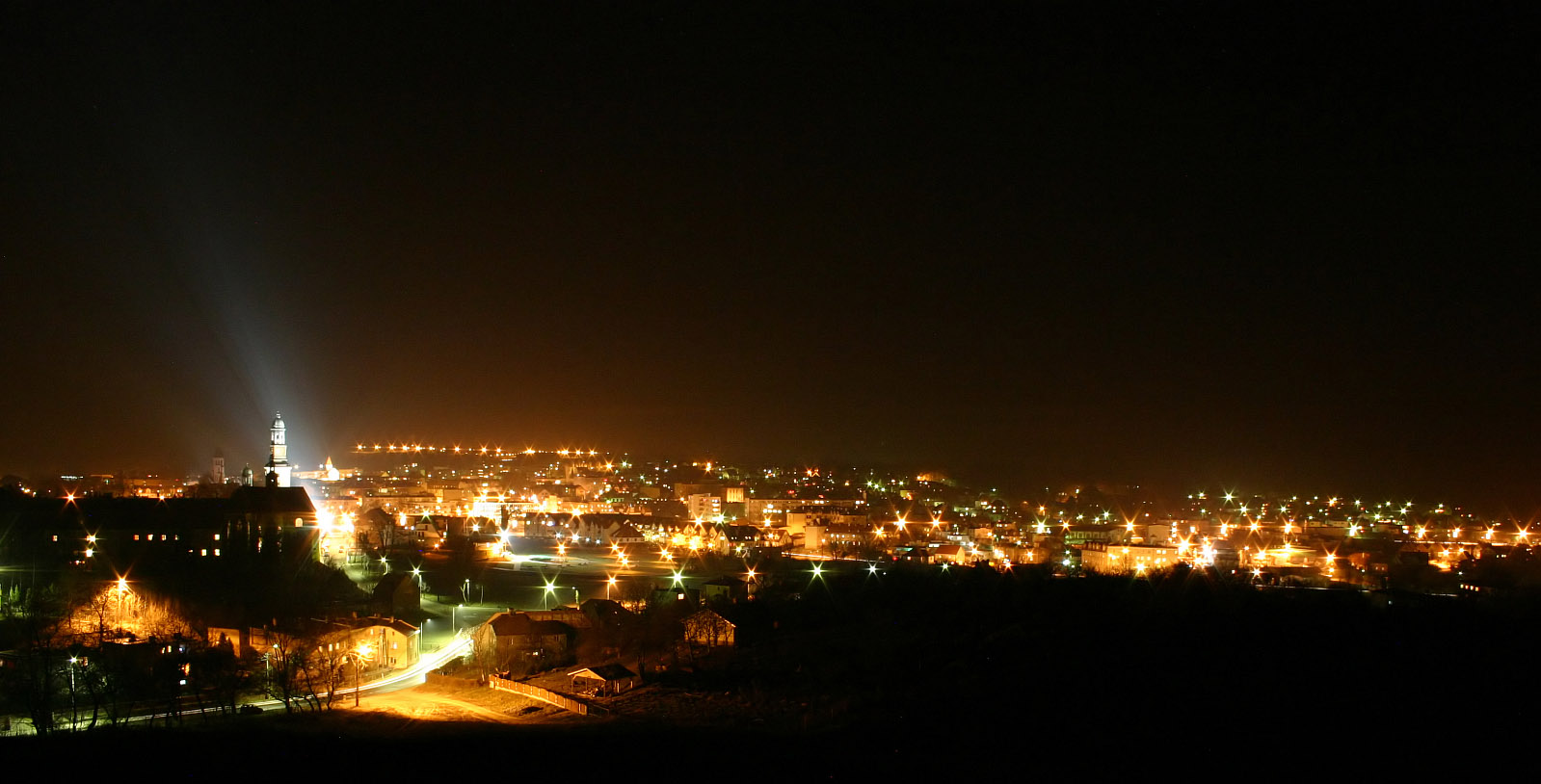
Widok z „Kociej Góry” na główną część miasta

W okolicach miasta, na zboczach Winnej Góry (popularnie zwanej „Kocią Górą”), znaleziono najstarsze obozowisko ludzkie (Homo erectus) na terenie Polski, datowane na 500 tys. lat. Odkrył je wrocławski archeolog Jan Michał Burdukiewicz.
Pierwszy zapis o miejscowości zwanej wówczas Trebnica pochodzi z 1138 roku. Osada ta powstała na skrzyżowaniu szlaków komunikacyjnych, z Wrocławia przez Żmigród do Poznania oraz przez Milicz do Kalisza i Gniezna. Stanowiła ważny punkt wymiany na skraju wielkiej puszczy, w dokumentach z 1140 występuje jako własność księcia Władysława II Wygnańca. W 1146 przeniesiono tu jarmark z Cerekwicy. W 1202 r. Henryk Brodaty ufundował tu kościół i klasztor, do którego w 1203 r. wprowadziły się przybyłe z Bambergu cysterki. Opactwo trzebnickie było pierwszym żeńskim klasztorem cysterskim na ziemiach polskich.
Wiadomość o założeniu klasztoru trzebnickiego jako fundacji przekazała bulla papieża Innocentego III z 22 listopada 1202 roku, na mocy której papież wziął klasztor pod szczególną opiekę. Wprowadzenie sióstr benedyktynek z Bambergu, które w 1218 roku przyjęły regułę cysterską, odbyło się 13 stycznia 1203 roku i zostało przeprowadzone przez biskupa wrocławskiego Cypriana. Od XIV wieku Trzebnica jest ośrodkiem kultu św. Jadwigi Śląskiej.
Trzebnica otrzymała prawa miejskie w 1250 r., a w roku 1257 wykupiła od klasztoru wójtostwo, uzyskując w ten sposób znaczną niezależność gospodarczą. W XIV wieku miasto znalazło się w granicach księstwa oleśnickiego. W 1348 r. wraz z całym Śląskiem inkorporowana do Korony Czeskiej, w roku 1742 w wyniku wojen śląskich znalazła się w państwie pruskim.
W 1432 klasztor i miasto zniszczyli husyci, w 1440 splądrowały je wojska Macieja Korwina, a w 1463 dużą część zabudowy zniszczył pożar. Początek XVI w. przyniósł ożywienie rzemiosła i handlu, w 1526 miasto przeszło pod panowanie austriackie. Wielki upadek przyniosła Trzebnicy epidemia w 1593, która zdziesiątkowała ludność. Następnie miasto było niszczone podczas wojny trzydziestoletniej, gdy przemarsze wojsk szwedzkich, cesarskich i oddziałów lisowczyków zdziesiątkowały miasto doprowadzając do wyludnienia.

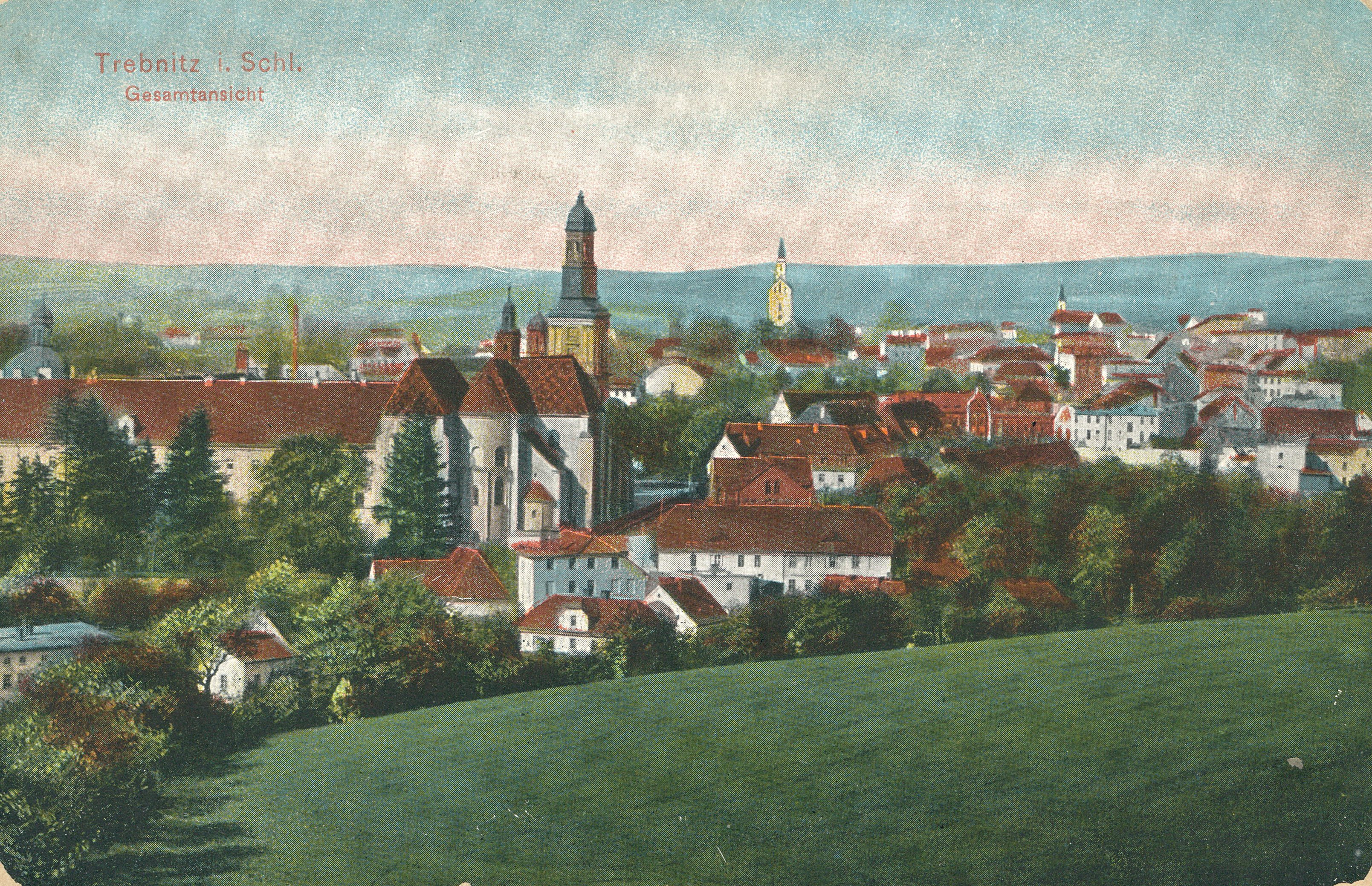
Widok Trzebnicy około 1910–1930

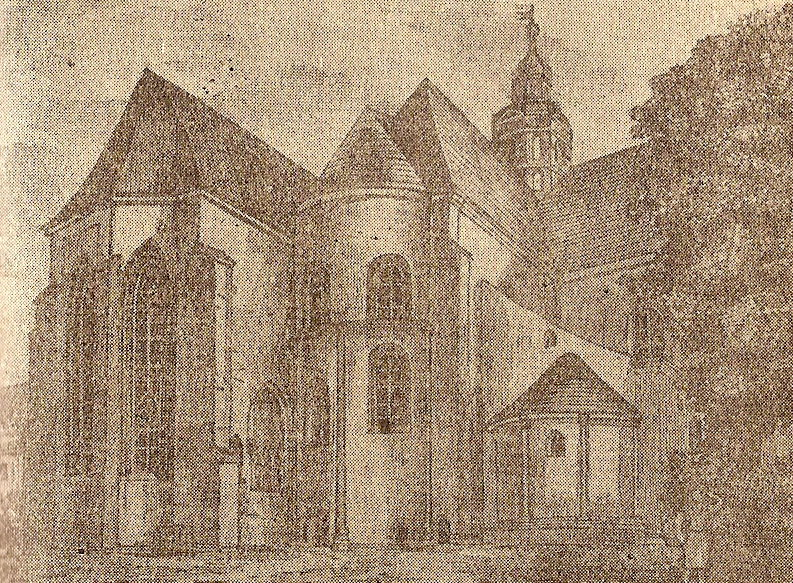
Najstarsza część kościoła w Trzebnicy z przybudowaną kaplicą dla pomieszczenia grobu św. Jadwigi

W połowie XVII wieku polsko-niemiecka granica językowa przebiegała niedaleko Trzebnicy, włączając miasto do terytorium o dominacji języka polskiego. Niewielkie ożywienie nastąpiło pod koniec XVII w., kiedy to ocalała ludność rozpoczęła uprawę lnu i rozwinęło się tkactwo. Przejście pod administrację pruską wzmogło akcję germanizacyjną, duża część mieszkańców mówiła po polsku, a księżmi i zakonnikami byli Polacy o nazwiskach Michałek, Bogaciński, Jankowski, Kalinowski. Do 1742 r. miasto należało do klasztoru i podlegało jego jurysdykcji. W 1764 władze wydały nakaz usunięcia księży i nauczycieli, którzy nie znają języka niemieckiego.
W 1810 r., za sprawą dekretu sekularyzującego wszystkie klasztory w Królestwie Pruskim, cysterki opuściły Trzebnicę. W XIX wieku miasto przeżyło rozkwit. Rozbudował się przemysł włókienniczy, powstały bank i drukarnia. W 1886 r. miasto uzyskało połączenie kolejowe z Wrocławiem, a w 1888 r. otwarto „Zdrój św. Jadwigi”. W 1897 rozpoczęto elektryfikację, a w 1910 r. uruchomiono gazownię miejską.

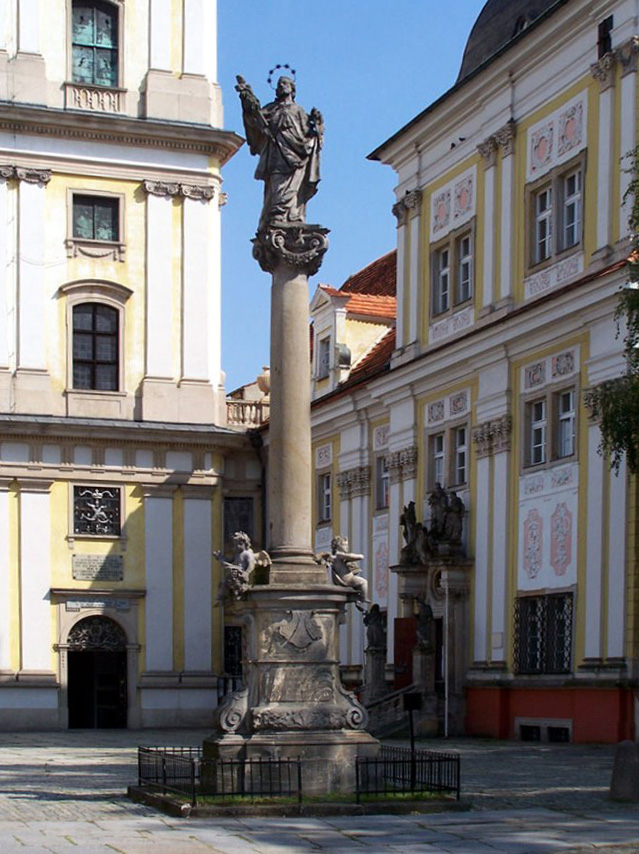
Kolumna Jana Nepomucena z 1738

25 stycznia 1945 do Trzebnicy wkroczyły wojska sowieckie (po wojnie na ul. Wrocławskiej, gdzie po walkach chowano poległych żołnierzy postawiono obelisk ku czci żołnierzy Armii Czerwonej). W marcu i kwietniu 1945 r. skoncentrowała się w rejonie Wzgórz Trzebnickich 2 Armia Wojska Polskiego skąd wyruszyła nad Nysę Łużycką by wziąć udział w operacji berlińskiej (w kwietniu 1970 roku na ówczesnym pl. gen. Świerczewskiego odsłonięto pomnik ku czci żołnierzy II Armii). Sztab dowódcy II Armii gen. Świerczewskiego mieścił się w budynku sądu (upamiętniała ten fakt tablica pamiątkowa wmurowana w gmach). Z II wojny światowej Trzebnica wyszła zniszczona w 75%. Od 20 kwietnia do początków czerwca 1945 Trzebnica była pierwszą siedzibą władz województwa wrocławskiego (wojewoda Stanisław Piaskowski). W 1960 roku na budynku w którym mieściła się siedziba władz polskich (ul. Wolności 5) odsłonięto tablicę pamiątkową.

## Demografia
Piramida wieku mieszkańców Trzebnicy w 2014 roku.

## Zabytki

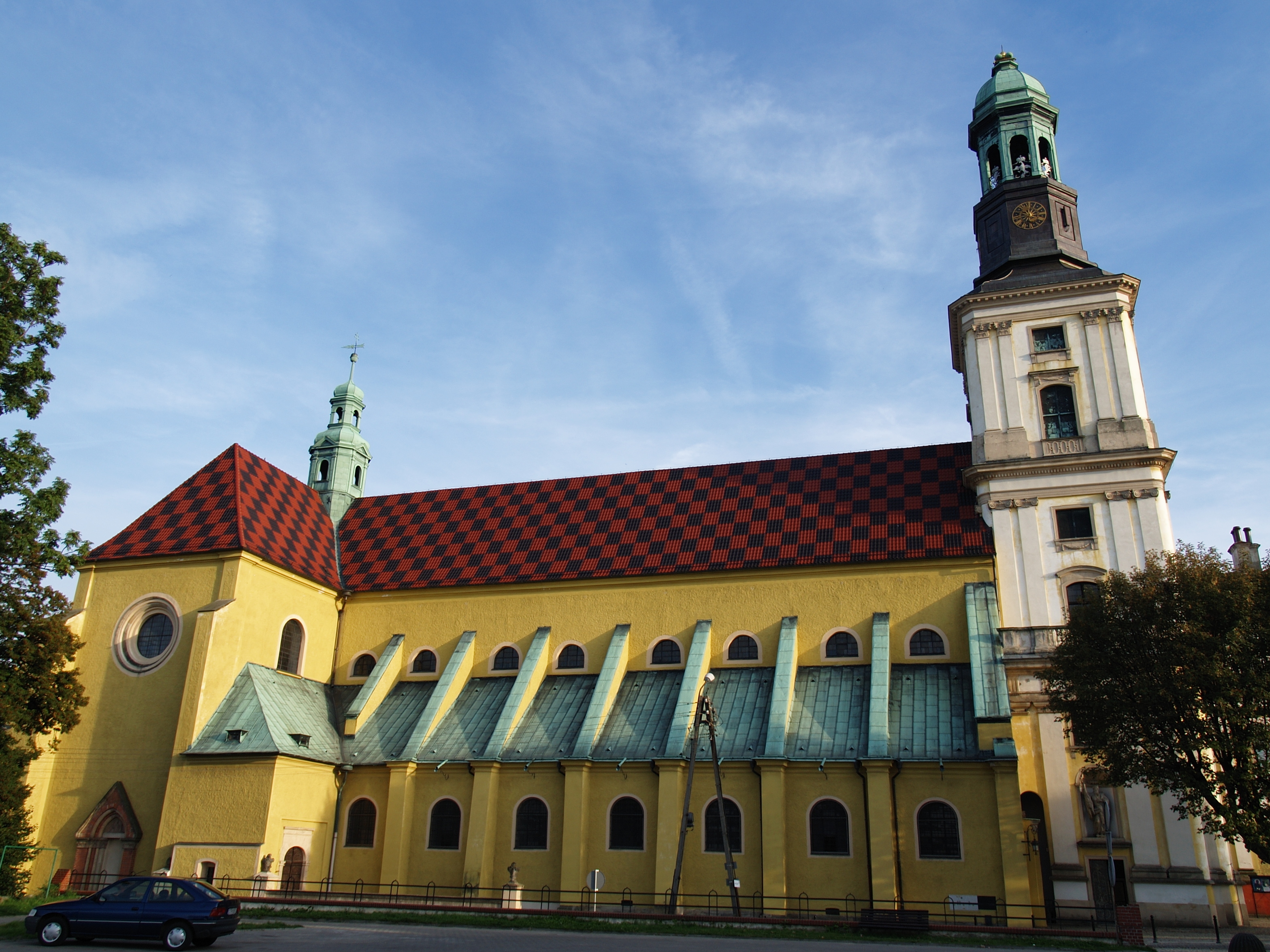
Bazylika pw. św.Jadwigi i św. Bartłomieja

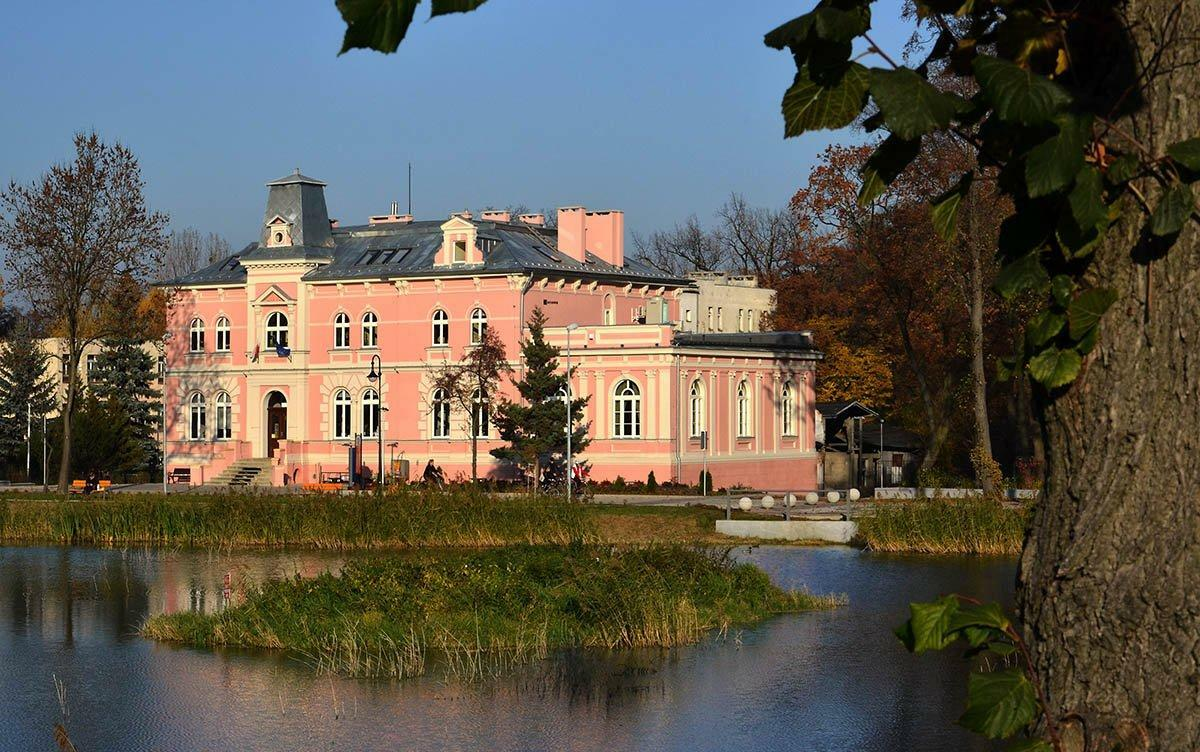
Dawny hotel „Zdrój Jadwigi”

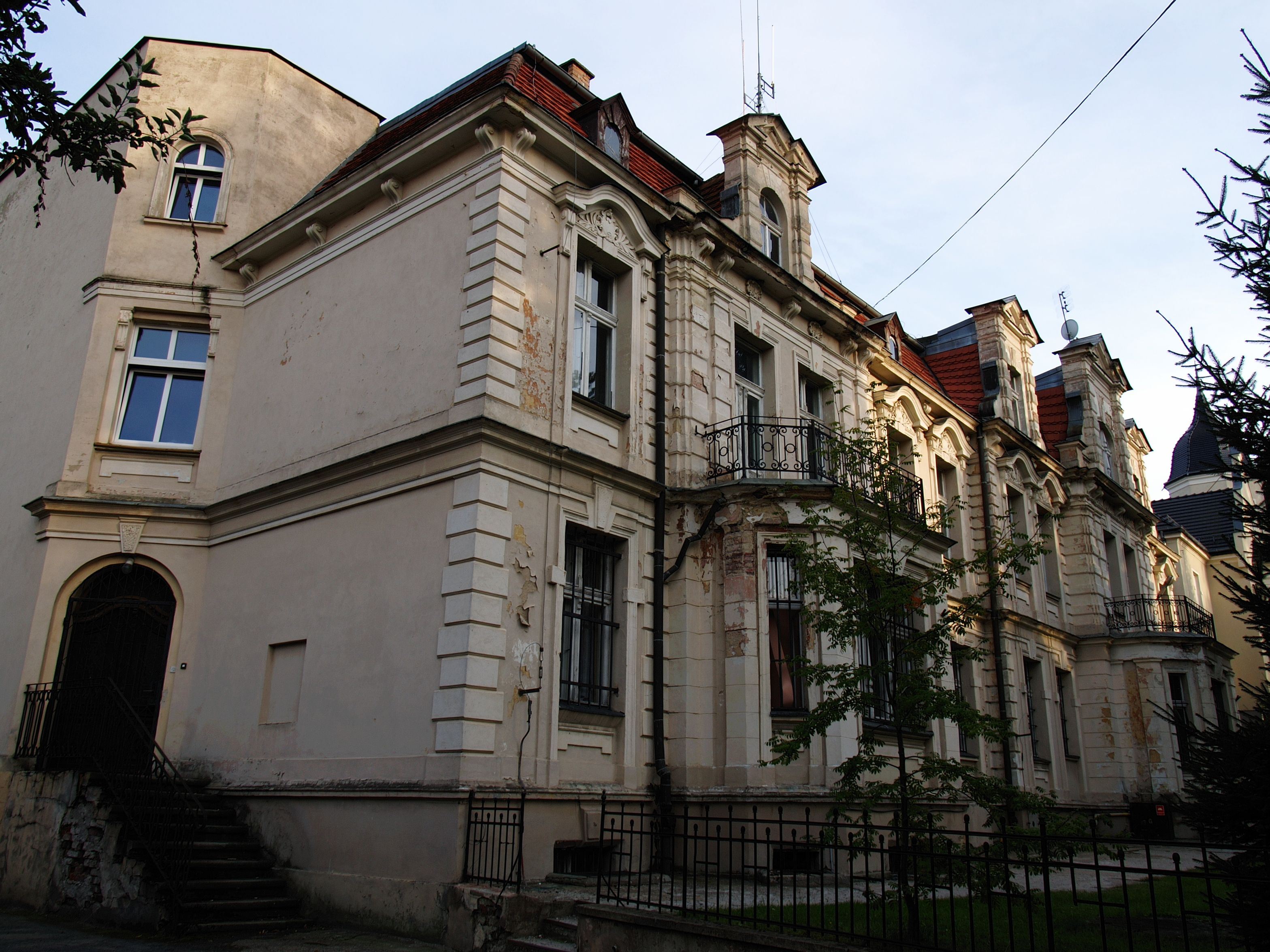
Pałacyk

Do wojewódzkiego rejestru zabytków wpisane są:
- ośrodek historyczny miasta
- Bazylika i sanktuarium św. Jadwigi – miejsce spoczynku Henryka I Brodatego i Jadwigi Śląskiej:
  - kościół parafialny pod wezwaniem św. Bartłomieja i św. Jadwigi, z lat 1203–1240, przebudowany w latach 1268–1269, 1740-85
  - klasztor, z lat 1697–1726
  - folwark klasztorny, XVIII-początek XX:
    - dwadzieścia budynków mieszkalnych i gospodarczych
    - ogrodzenie murowane
- kościół pw. św. Piotra i Pawła, z XIII w., przebudowany w latach 1845–1855, ul. Drzymały 1, wieża z XV w.
- dom, ul. Henryka Brodatego 1, z XVII/XVIII w.
- plebania, obecnie dom, ul. Jana Pawła II 3 (d. Henryka Brodatego 2), z ok. 1700 r., przebudowana początku XX w.
- dawny hotel „Zdrój Jadwigi”, ul. Leśna 1, z 1888 r.
- zespół pensjonatu, ul. Oleśnicka 16/18, z 1890-XX w.:
  - pensjonat „Zamek przy Lesie Bukowym”
  - wozownia
  - studnia „Źródło Marii Karoliny”
  - park
- dom, Rynek 8, z końca XVIII w.
- szkoła, ul. Stawowa 1, z 1902 r.
- pałacyk, ul. ks. Bochenka (d.Wolności) 8, z końca XIX / XX w.
  - ogród
- Kościół Czternastu Świętych Wspomożycieli

inne zabytki:
- ratusz
- cmentarz żydowski

obiekty niezachowane:
- zamek
- kaplica św. Piotra

Wybrane kamienice
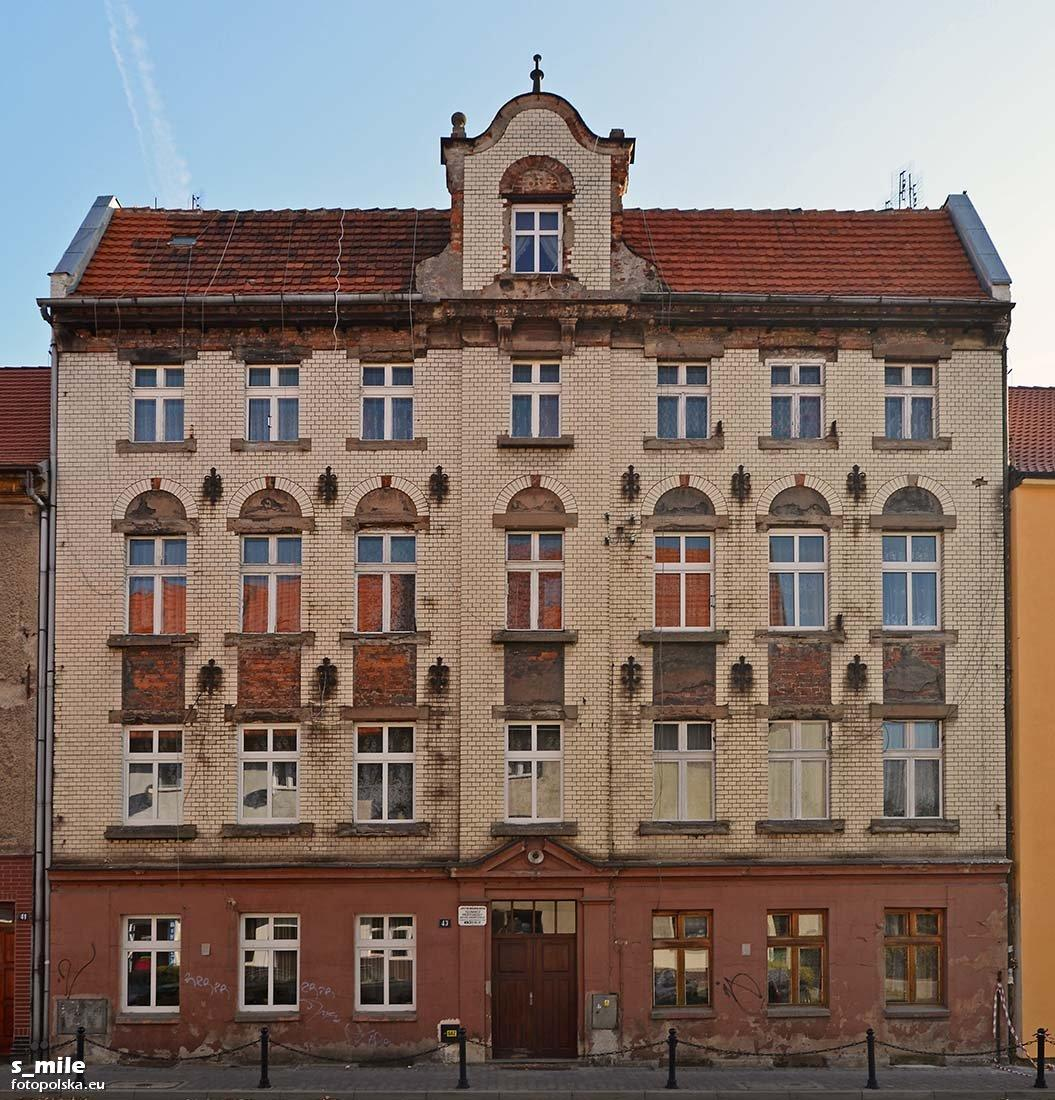
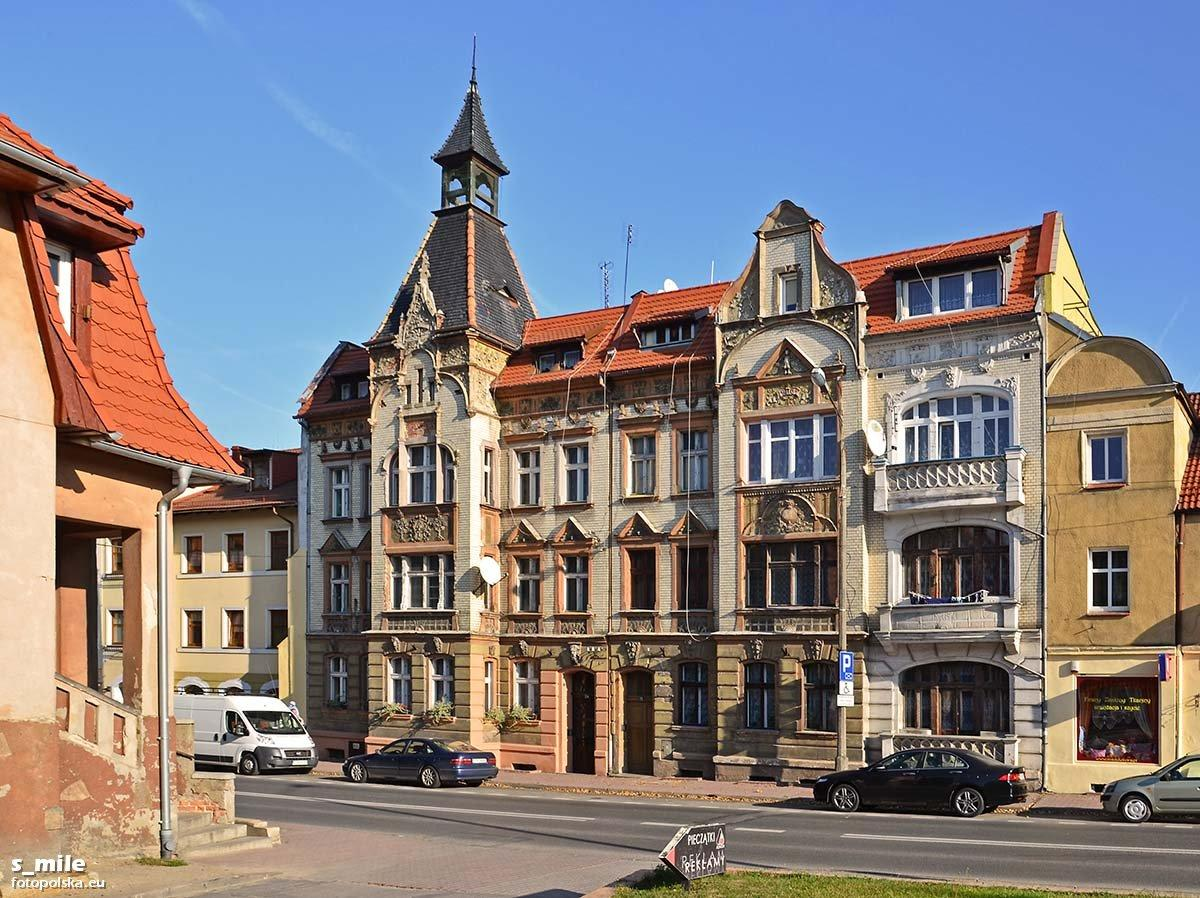
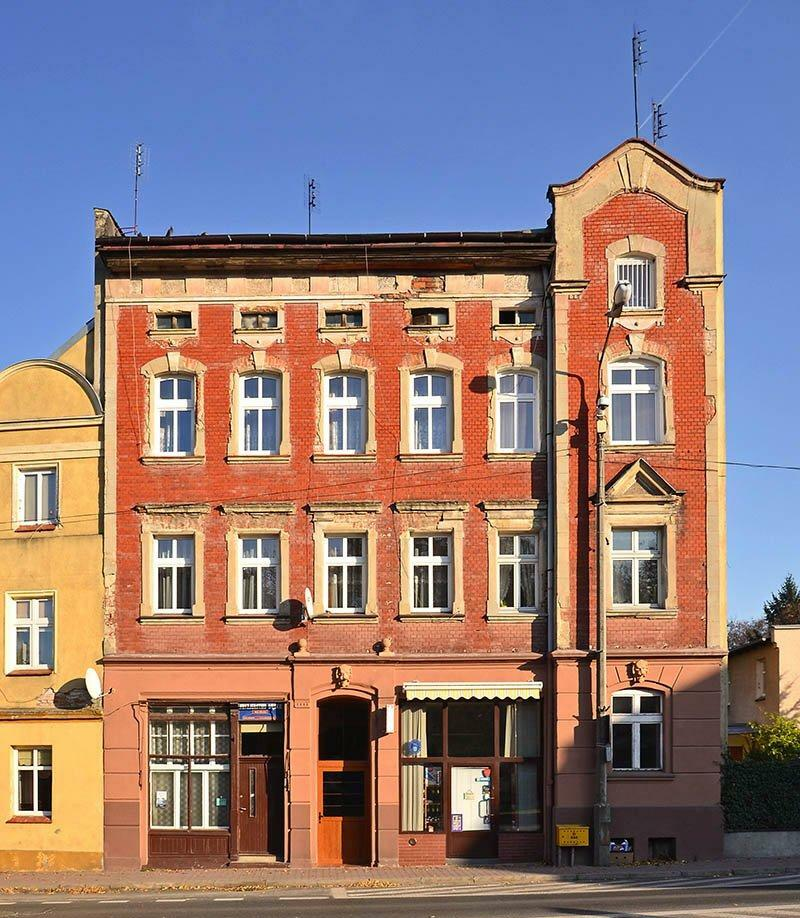
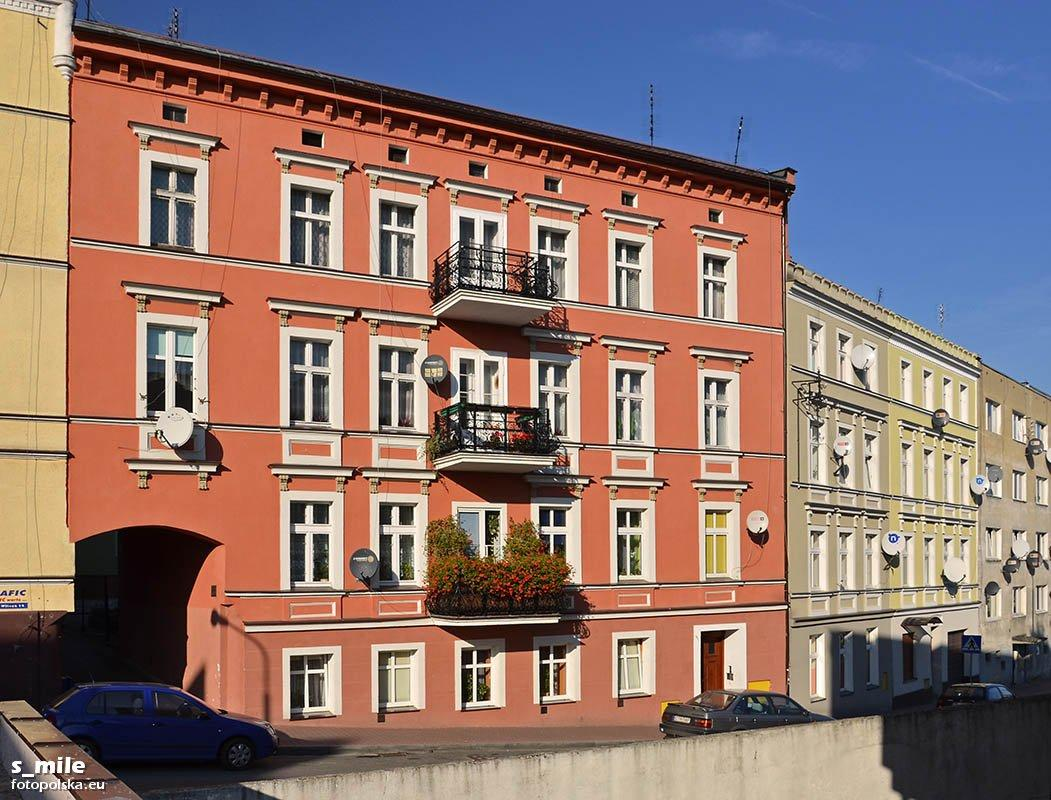
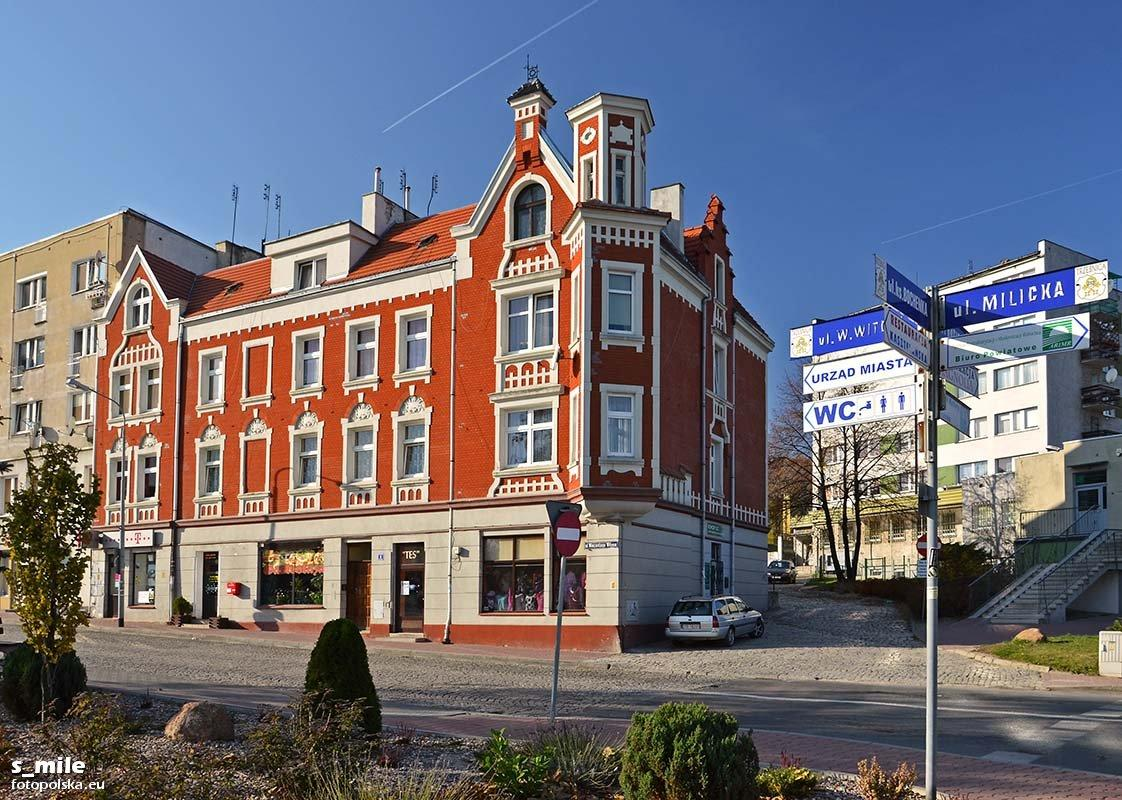

## Kultura
- Muzeum Kultu św. Jadwigi Śląskiej w Trzebnicy
- Muzeum Regionalne Towarzystwa Miłośników Ziemi Trzebnickiej w Trzebnicy w ratuszu
- Biblioteka Pedagogiczna w Trzebnicy

Radio
- Eska2 Trzebnica-89.5 FM

## Transport

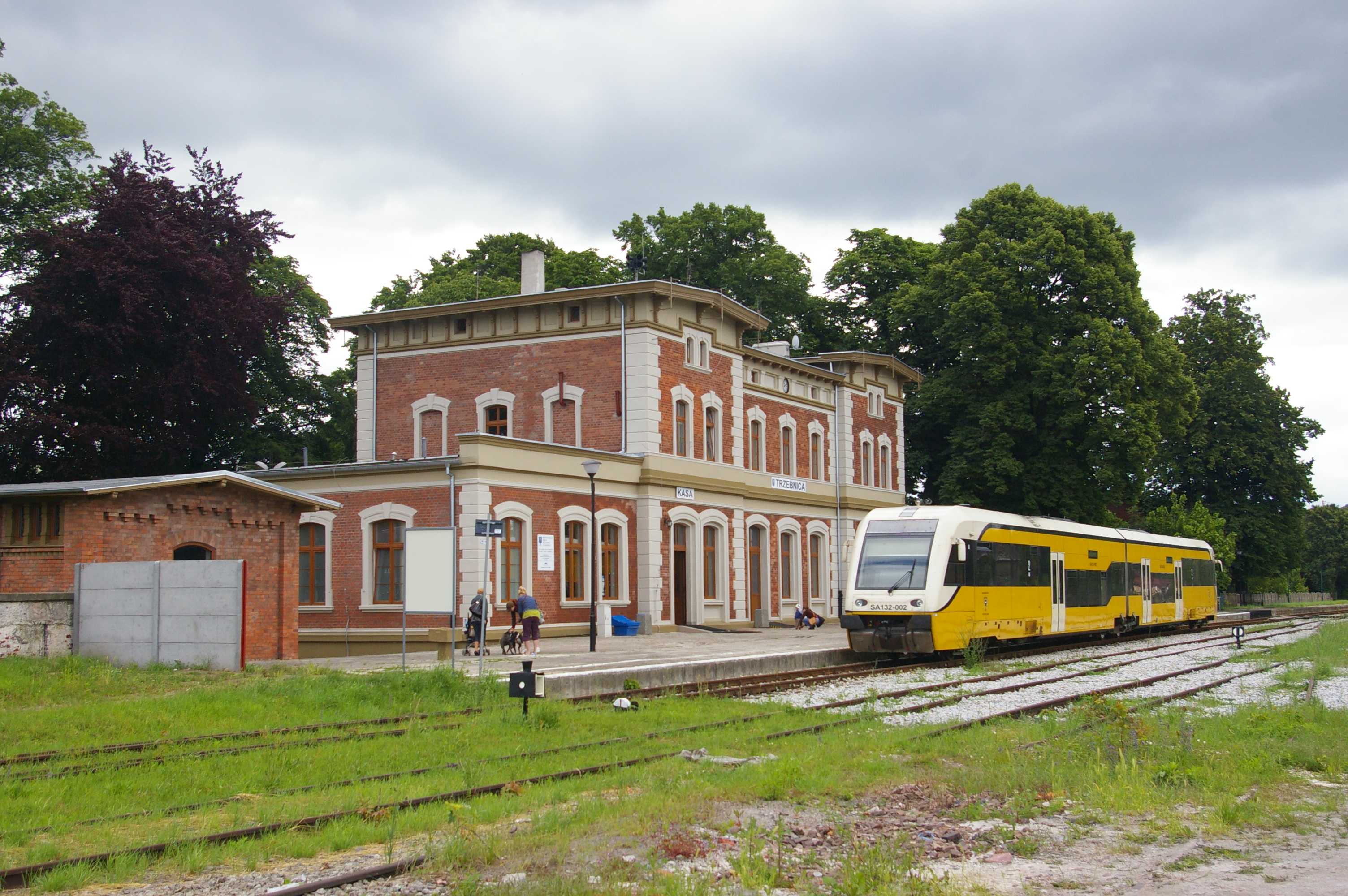
Stacja kolejowa i szynobus Kolei Dolnośląskich w Trzebnicy

### Transport drogowy
Na zachód od Trzebnicy biegnie droga ekspresowa S5 (E261) relacji Grudziądz – Bydgoszcz – Poznań – Leszno – Trzebnica – Wrocław, będąca częścią drogi krajowej nr 5 prowadzącej dalej do Strzegomia i Lubawki (dawne przejście graniczne z Czechami). Trasa częściowo przebiega po obwodnicy miasta oddanej do użytku na początku XXI wieku.
Przez miasto przebiegają drogi krajowe i wojewódzkie:
- droga krajowa nr 15 (Trzebnica – Krotoszyn – Gniezno – Toruń – Ostróda)
- droga wojewódzka nr 340 (Oleśnica – Trzebnica – Wołów – Ścinawa)

### Transport kolejowy
Trzebnica leży przy linii kolejowej:
- 326 Wrocław Psie Pole – Trzebnica.

Wszystkie połączenia pasażerskie na linii kolejowej realizują Koleje Dolnośląskie. Dworzec kolejowy, otwarty ponownie po remoncie w 2009 r., znajduje się przy ulicy Kolejowej.
W mieście znajdują się dwie nieczynne stacje kolei wąskotorowej: Trzebnica Zdrój i Trzebnica Gaj.

### Komunikacja zbiorowa
Lokalną komunikację autobusową obsługuje prywatne przedsiębiorstwo Ekspres Bus. Przewoźnik realizuje połączenia autobusowe m.in. w kierunku Wrocławia, Obornik Śląskich i Żmigrodu. Do 2010 r. w centrum miasta istniał dworzec autobusowy – po jego likwidacji autobusy zatrzymywały się na przystanku tymczasowym. W roku 2019 powstało nowe centrum przesiadkowe w sąsiedztwie dworca kolejowego. 
W listopadzie 2010 r. uruchomiono pierwszą w historii miasta linię komunikacji miejskiej, która łączy dworzec kolejowy z kilkunastoma przystankami w całej Trzebnicy.

### Inne
Około 13 km na południowy zachód od miasta znajduje się wielofunkcyjne lądowisko Golędzinów.

## Klimat (1979-2013)
Średnie miesięczne ciśnienie atmosferyczne waha się od 1014,5 hPa (IV) do 1018,6 hPa (I), największy zanotowany wzrost ciśnienia 24 hPa, największy spadek 29 hPa.
Średnia roczna prędkość wiatru wynosi 3,9 m/s. Najmniejsze średnie zachmurzenie osiąga 47% (VIII), największe 74% (XII), średnie roczne 60%.
Średnia roczna temperatura powietrza osiąga +8,9 °C. W przebiegu rocznym najchłodniejszy jest styczeń (–1,0 °C), najcieplejszy lipiec (+18,7 °C). Najwyższą maksymalną temperaturę zanotowano 10 sierpnia 1992 (+37,5 °C), najniższą temperaturę minimalną 14 stycznia 1987 (–28,8 °C).
Absolutna amplituda temperatury powietrza osiągnęła 66,3 °C. W ciągu roku występuje 45 dni gorących, czyli takich, w których maksymalna temperatura przekracza 25 °C, z czego 8 to dni upalne z temperaturą powyżej 30 °C; czasami zdarzają się w Trzebnicy dni bardzo upalne, podczas których maksymalna temperatura przekracza 35 °C. Najdłuższe fale upałów nad miastem wystąpiły:
- 6–11 VIII 1992 r. (6 dni)
- 22 VII – 2 VIII 1994 r. (12 dni)
- 18–28 VII 2006 r. (11 dni)
- 25–29 VII 2008 r. (5 dni)
- 10–17 VII 2010 r. (8 dni)[28]

Najwięcej dni upalnych (z temperaturą maksymalną powyżej 30 °C) zanotowano w 1994 r. – aż 22 dni, z czego 14 w lipcu 1994.
Latem występują bardzo rzadko tzw. tropikalne noce, kiedy temperatura minimalna nie spada poniżej 20 °C. Zdarzają się one na przełomie lipca i sierpnia. Najwyższą minimalną temperaturę w Trzebnicy zanotowano 29 VII 2013 r. i było to 21,3 °C.
Dni mroźnych, z ujemną temperaturą maksymalną (poniżej 0 °C) jest w Trzebnicy tylko 26 rocznie. Średnia roczna suma opadu wynosi 491 mm.
Największe średnie miesięczne sumy opadu 76 mm (VII), najmniejsze 25 mm (II). Notowanych jest średnio 105 dni z opadem w roku (z maksimum w lecie).
| Miesiąc                                 | Sty   | Lut   | Mar   | Kwi  | Maj  | Cze  | Lip  | Sie  | Wrz  | Paź  | Lis   | Gru   | Roczna |
| --------------------------------------- | ----- | ----- | ----- | ---- | ---- | ---- | ---- | ---- | ---- | ---- | ----- | ----- | ------ |
| Rekordy maksymalnej temperatury [°C]    | 14.8  | 18.8  | 21.8  | 30.0 | 31.3 | 35.0 | 36.7 | 37.5 | 30.5 | 26.0 | 19.1  | 15.1  | 37,5   |
| Średnie temperatury w dzień [°C]        | 2,0   | 3,2   | 8,1   | 14,3 | 19,7 | 22,4 | 24,5 | 24,3 | 19,2 | 13,9 | 7,2   | 3,3   | 13,5   |
| Średnie dobowe temperatury [°C]         | -1,0  | -0,2  | 3,7   | 8,7  | 13,9 | 16,8 | 18,7 | 18,4 | 14,0 | 9,2  | 3,9   | 0,5   | 8,9    |
| Średnie temperatury w nocy [°C]         | -4,1  | -3,5  | -0,3  | 3,4  | 8,0  | 11,4 | 13,1 | 12,7 | 9,1  | 4,9  | 0,7   | -2,4  | 4,4    |
| Rekordy minimalnej temperatury [°C]     | -28.8 | -25.1 | -16.8 | -6.2 | -2.5 | 2.0  | 5.3  | 4.3  | 0.1  | -7.7 | -14.4 | -21.0 | −28,8  |
| Opady [mm]                              | 27    | 25    | 31    | 30   | 50   | 59   | 76   | 58   | 42   | 29   | 32    | 31    | 491    |
| Średnia liczba dni z opadami            | 8     | 8     | 8     | 7    | 10   | 11   | 11   | 9    | 9    | 7    | 8     | 9     | 105    |
| Źródło: Na podstawie 35-lecia 1979-2013 |       |       |       |      |      |      |      |      |      |      |       |       |        |

## Sport
Kluby sportowe:

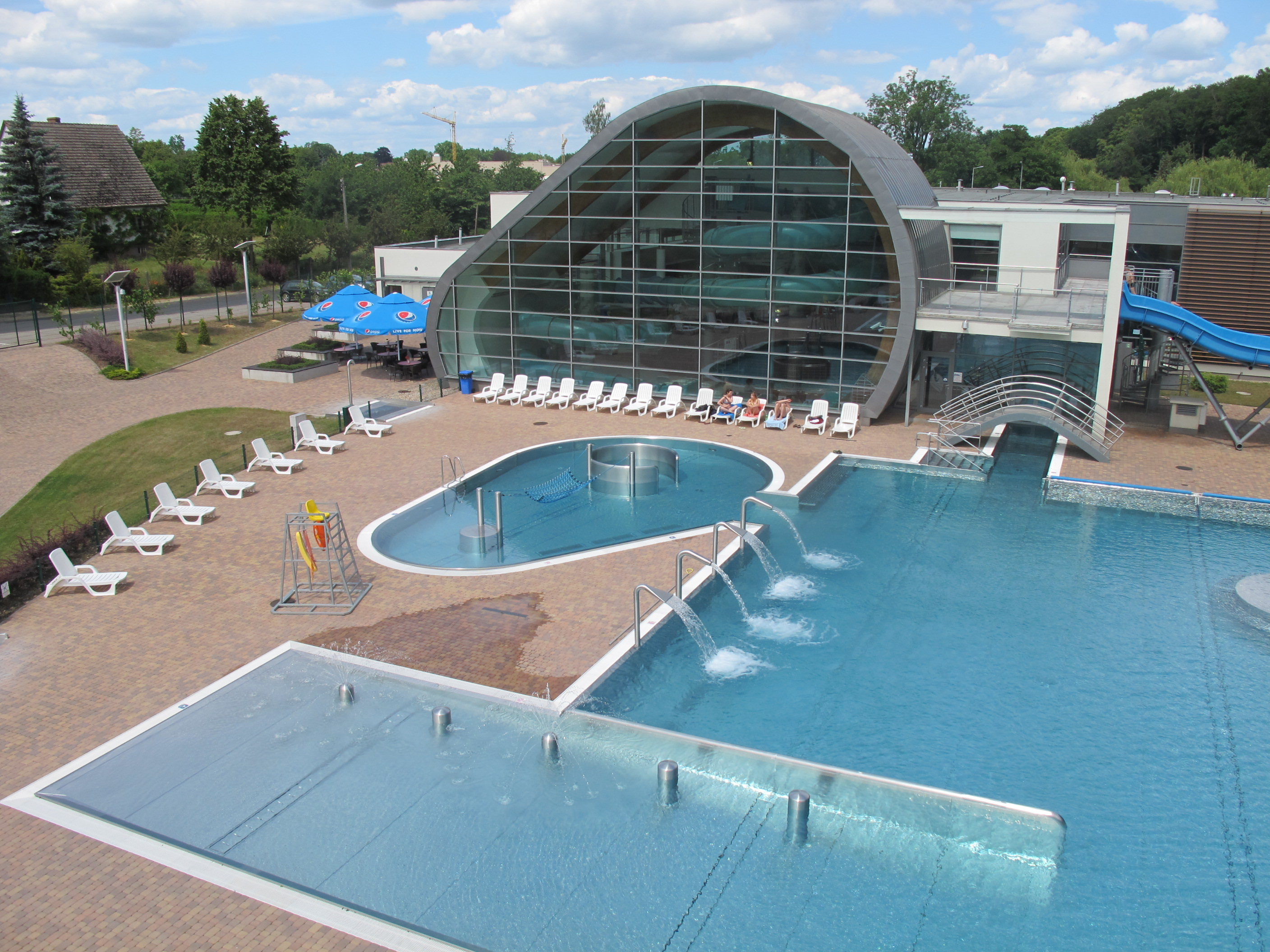
Park Wodny, część zewnętrzna

- Polonia Trzebnica – piłka nożna (klasa okręgowa), futsal (III liga), piłka ręczna mężczyzn (3 liga) oraz akademia piłki nożnej i ręcznej[31][32]
- MKS Gaudia Trzebnica – siatkówka kobiet (II liga)
- Klub Kolarski Szerszenie Trzebnica – kolarstwo szosowe
- Trzebnicki Klub Sportowy „KORONA”- piłka ręczna (III liga)
- APN Talent Trzebnica – (piłka nożna dla dzieci)
- GKS Fighter Trzebnica – Klub MMA oraz KickBoxing[33]

W Trzebnicy znajduje się Gminny Park Wodny. Służy jako obiekt rekreacyjny, a także miejsce wydarzeń sportowych np. corocznego turnieju hokeja podwodnego: Aqua Battle.
31 sierpnia 2021 otwarto nowoczesną Gminną Halę Widowiskowo-Sportową im. Dolnośląskich Olimpijczyków.

## Wspólnoty wyznaniowe
- Kościół greckokatolicki:

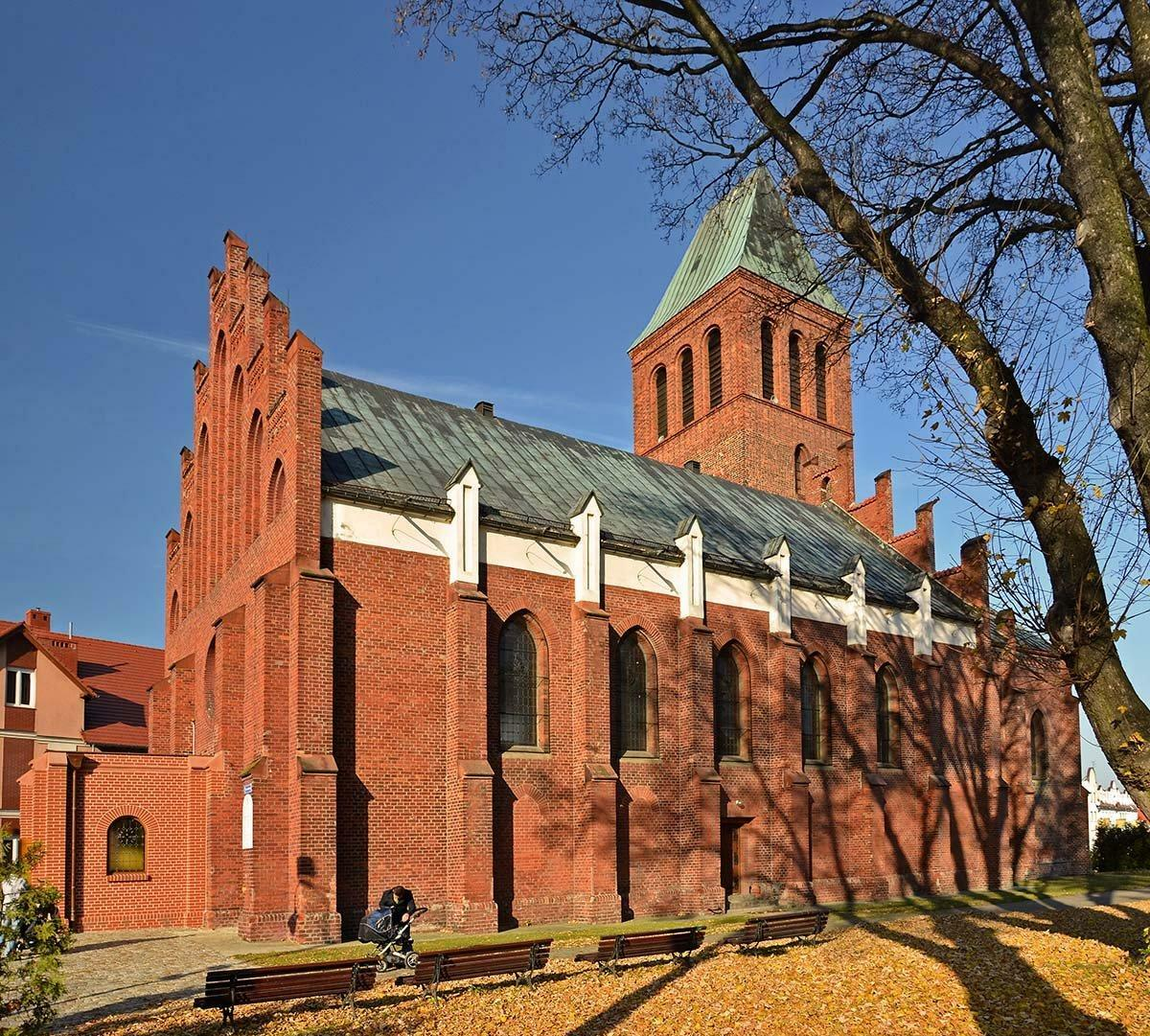
Kościół św. Piotra i Pawła

  - placówka duszpasterska w Trzebnicy, nabożeństwa prowadzone są w kościele rzymskokatolickim Świętych Apostołów Piotra i Pawła[34]
- Kościół rzymskokatolicki:
  - parafia św. Bartłomieja i św. Jadwigi[35]:
    - sanktuarium św. Jadwigi[36]
    - kościół Czternastu Świętych Wspomożycieli (zwany kościołem leśnym)[36][37]

  - parafia Świętych Apostołów Piotra i Pawła[35]
- Świadkowie Jehowy:
  - zbór Trzebnica (w tym grupa hiszpańskojęzyczna) (Sala Królestwa Wilczyn ul. Świętej Jadwigi 1)[38][39]

W Trzebnicy mieszkają również mniejszości: Prawosławna (głównie imigranci z Ukrainy), Luterańska i Muzułmańska.

## Miasta i gminy partnerskie
- Kitzingen[40]
- Winniki[40]